# Nicole Vervil
Pour les articles homonymes, voir Vervil.
Nicole Vervil est une actrice française née Thérèse Le Carpentier le 31 octobre 1920 dans le 6e arrondissement de Paris et morte le 26 février 2005 à Coutances.

## Biographie
Elle est mariée au comédien Philippe Dumat.
Elle est surtout connue pour avoir interprété l'épouse de l'adjudant Gerber (Michel Galabru) dans trois films de la série des Gendarmes : Le Gendarme de Saint-Tropez, Le gendarme se marie et Le Gendarme en balade.

## Filmographie

### Cinéma
- 1961 : Les Livreurs de Jean Girault
- 1964 : Faites sauter la banque de Jean Girault : La cliente qui veut faire une surprise à son mari
- 1964 : Le Gendarme de Saint-Tropez de Jean Girault : Mme Cécilia Gerber
- 1967 : Le Petit Baigneur de Robert Dhéry : La mère du petit Francis
- 1968 : Le gendarme se marie de Jean Girault : Mme Cécilia Gerber
- 1969 : L'Américain de Marcel Bozzuffi
- 1969 : L'Aveu de Costa-Gavras
- 1969 : La Maison de campagne de Jean Girault
- 1970 : Le Gendarme en balade de Jean Girault : Mme  Cécilia Gerber
- 1971 : La Cavale de Michel Mitrani
- 1973 : Défense de savoir de Nadine Trintignant
- 1974 : France société anonyme de Alain Corneau

### Télévision
- 1972 : Les Boussardel, de René Lucot (série télévisée) : Mme Clapier
- 1976 : Un homme, une ville (série télévisée) : Mme Le Jouet
- 1976 : Comme du bon pain (série télévisée) : Simone
- 1981 : Salut champion (série télévisée) : Mme Aizpuru

## Théâtre
- 1948 : Joyeux Chagrins d'après Noël Coward, adaptation André Roussin et Pierre Gay, mise en scène Louis Ducreux, théâtre Édouard VII
- 1950 : Les Œufs de l'autruche d’André Roussin, mise en scène Pierre Fresnay, théâtre des Célestins
- 1950 : La mariée est trop belle de Michel Duran, mise en scène Roland Piétri, théâtre Saint-Georges
- 1954 : Faites-moi confiance de Michel Duran, mise en scène Jean Meyer, théâtre du Gymnase

## Doublage

### Cinéma
- 1948 : Le Barrage de Burlington : Stéphanie (Helena Carter)
- 1950 : Les Amants de Capri : Manina Stuart (Joan Fontaine)
- 1951 : Le Signe des renégats : Manuella de Vasquez (Cyd Charisse)
- 1952 : À feu et à sang : Cathy (Beverly Tyler)
- 1952 : Quand la Marabunta gronde : Joanna (Eleanor Parker)
- 1955 : Le Grand Couteau : Marianne (Ida Lupino)
- 1955 : Amis pour la vie : mère de Mario (Vera Carmi)
- 1955 : Les Contrebandiers de Moonfleet : Lady Ashwood (Joan Greenwood)
- 1955 : La Cuisine des anges : Amelie (Joan Bennett)
- 1957 : Le Virage du diable : Mrs. Jargin (Mary Astor)
- 1958 : Crépuscule sur l'océan : Estelle (Judith Evelyn)
- 1961 : La Nuit du loup-garou : Vera (Sheila Brennan)
- 1962 : Le Fascinant Capitaine Clegg : Imogene (Yvonne Romain)
- 1969 : On achève bien les chevaux : l'infirmière, dans la salle de repos des femmes (Mary Gregory)
- 1970 : Darling Lili : Emma, la domestique de Lili (Doreen Keogh (en))
- 1975 : Barry Lyndon : Belle, la mère de Barry (Marie Kean)
- 1982 : Le Monde selon Garp : Mrs. Fields (Jessica Tandy)
- 1989 : New York Stories : la mère (Mae Questel)
- 1989 : My Left Foot : Sadie (Marie Conmee)
- 1989 : Un héros comme tant d'autres : Mamaw (Peggy Rea)

### Télévision
- 1968 : L'Odyssée : Euryclée (Marcella Valeri)

#### Animation
- 1976 : Les Douze Travaux d'Astérix : Bonemine